# إدوين كيسلر
إدوين كيسلر (بالإنجليزية: Edwin Kessler) هو عالم الغلاف الجوي ‏ أمريكي، ولد في 2 ديسمبر 1928 في بروكلين في الولايات المتحدة، وتوفي في 21 فبراير 2017 في سيدار بارك في الولايات المتحدة.

## وصلات خارجية
- إدوين كيسلر على موقع IMDb (الإنجليزية)